# Montello (sit SCI)
Montello (sit SCI) este o arie protejată (arie specială de conservare — SAC, sit de importanță comunitară — SCI) din Italia întinsă pe o suprafață de 5.069 ha, integral pe uscat.

## Localizare
Centrul sitului Montello (sit SCI) este situat la coordonatele 45°48′55″N 12°07′30″E / 45.815278°N 12.125°E.

## Înființare
Situl Montello (sit SCI) a fost declarat sit de importanță comunitară în septembrie 1995 pentru a proteja 17 specii de animale. Situl a fost protejat și ca arie specială de conservare în iulie 2018.

## Biodiversitate
Situată în ecoregiunea continentală, aria protejată conține 3 habitate naturale: Peșteri inaccesibile publicului, Păduri ilirice de stejar și carpen (Erythronio-Carpinion), Păduri de Castanea sativa.
La baza desemnării sitului se află mai multe specii protejate:
- păsări (8): ciuf-de-pădure (Asio otus), buha (Bubo bubo), caprimulg (Caprimulgus europaeus), șerpar (Circaetus gallicus), porumbel gulerat (Columba palumbus), cristeiul de câmp (Crex crex), viespar (Pernis apivorus), ciocănitoarea verde (Picus viridis)
- amfibieni (3): izvoraș-cu-burta-galbenă (Bombina variegata), Rana latastei, Triturus carnifex
- mamifere (4): liliac cu aripi lungi (Miniopterus schreibersii), liliac comun (Myotis myotis), liliacul mare cu potcoavă (Rhinolophus ferrumequinum), liliacul mic cu potcoavă (Rhinolophus hipposideros)
- nevertebrate (2): rădașcă (Lucanus cervus), Osmoderma eremita

Pe lângă speciile protejate, pe teritoriul sitului au mai fost identificate 3 specii de mamifere.